# 三岔镇 (凤县)
三岔镇是中国陕西省宝鸡市凤县下辖的一个镇。三岔镇已于2011年撤销，与一同撤销的温江寺乡、南星镇合设留凤关镇。

## 行政区划
三岔镇下辖以下行政区：
三岔村、酒铺村、张坡沟村、心红铺村、喇嘛泉村、孔家庄村、三官殿村、苇子坪村。
1. ↑  . 凤县人民政府官网. 2024-04-24 （中文）.